# آدیتی راوی
آدیتی راوی (انگلیسی: Aditi Ravi) بازیگر و مدل هندی است که در فیلم‌های مالایالم ظاهر می‌شود. او قبل از اینکه بازیگر شود، حرفه مدلینگ را دنبال می‌کرد، و طی تحصیل در دانشگاه با حضور در یک آگهی تبلیغاتی برای تایمز هند، وارد این حرفه شد. آدیتی اولین بازیگری خود را با نقش مکمل در فیلم عشق کودکان خشمگین ۲۰۱۴ انجام داد. اولین حضورش به عنوان نقش اول زن در فیلم عالم آرا در سال ۲۰۱۷ بود.

## دوران زندگی ابتدایی و شخصی
آدیتی در تریسور، کرالا، در هند به عنوان دختر راوی و گیتا به دنیا آمد. او دارای یک خواهر به نام راخی و یک برادر به نام راکش است. با دریافت مدرک از کالج کریست، ایرینجالاکودا، تریسور، فارغ‌التحصیل شد. آدیتی در حال حاضر در کوچی ساکن است.

## فیلم‌شناسی
| سال  | نام فیلم          | نقش     | نکات | مرجع. |
| ---- | ----------------- | ------- | ---- | ----- |
| ۲۰۱۴ | عشق کودکان خشمگین | ماریا   |      | [ ۲ ] |
| ۲۰۱۷ | عالم آرا          | سواتهی  |      | [ ۳ ] |
| ۲۰۱۸ | ما                | نها جان |      | [ ۴ ] |
| ۲۰۲۱ | دو روز آخر        | مرلین   |      | [ ۵ ] |
| ۲۰۲۲ | دوازدهمین مرد     | آرتهی   |      | [ ۶ ] |
| ۲۰۲۳ | کریستوفر          |         |      | [ ۷ ] |

## پیوند بیرونی
- آدیتی راوی در بانک اطلاعات اینترنتی فیلم‌ها (IMDb)